# 11625 Francelinda
11625 Francelinda eller 1996 UL1 är en asteroid i huvudbältet som upptäcktes den 20 oktober 1996 av de båda italienska astronomerna Gabriele Cattani och Luciano Tesi vid Pian dei Termini-observatoriet. Den är uppkallad efter Francesca och Linda Tesi, barnbarn till en av upptäckarna.
Asteroiden har en diameter på ungefär 8 kilometer.